# Dramafls
Dramafls, de son vrai nom Thiery Kern Sanon, est un jeune réalisateur américain d'origine haïtienne œuvrant dans l'industrie musicale haïtienne.

## Biographie
Né le 4 juin 1987 dans l'État de la Floride, il a grandi en Haïti avec un amour pour les arts et le hip-hop. Ce qui l'amène à devenir un artiste d'enregistrement et de vidéographie. Comme réalisateur, il s'est fait connaitre sur l’échiquier avec la réalisation du clip « Bèl Tenis » du rappeur Black PJ. C’est en Haïti qu'il a commencé à exploiter ce talent de réalisateur en collaboration avec son frère aîné Frank. Dans sa jeune carrière, Dramafls a travaillé avec des artistes comme Zoey Dollaz, Mig Arogan, Young Flock, Atys Panch, Blondedy Ferdinand, Tha Rapper Haiti,.
Par ailleurs, il est un entrepreneur, propriétaire de la marque de vêtements baptisée “DIREKTÈ”.